# Presidenti della Provincia di Cagliari
Questo elenco riporta i presidenti della Provincia di Cagliari.

## Regno d'Italia (1861-1946)

### Presidenti del Consiglio provinciale (1861-1926)
- Bernardino Falqui Pes (1862-1863)
- Giovanni Agostino Sanna Piga (1863-1866)
- Efisio Cugia (1866-1867)
- Francesco Salaris (1867-1868)
- Francesco Maria Serra (1868-1875)
- Antioco Loru (1876-1877)
- Francesco Maria Serra (1877-1878)
- Antioco Loru (1878-1880)
- Salvatore Parpaglia (1880-1884)
- Francesco Salaris (1884-1885)
- Michele Carboni (1885-1889)
- Salvatore Parpaglia (1889-1892)
- Francesco Cocco-Ortu (1892-1897)
- Salvatore Parpaglia (1897-1903)
- Francesco Cocco-Ortu (1903-1914)
- Giuseppe Siotto (1914-?)

### Presidenti della Deputazione provinciale (1889-1926)
| Nº | Nº | Ritratto | Nome              | Mandato | Mandato | Partito |
| Nº | Nº | Ritratto | Nome              | Inizio  | Fine    | Partito |
| -- | -- | -------- | ----------------- | ------- | ------- | ------- |
| 1  |    |          | Eugenio Boi       | 1889    | 1908    | ?       |
| 2  |    |          | Enrico Marongiu   | 1908    | 1912    | ?       |
| 3  |    |          | Giovanni Marcello | 1912    | 1914    | ?       |
| 4  |    |          | Umberto Cao       | 1914    | ?       | ?       |

## Repubblica Italiana (1946-2016)

### Presidenti della Deputazione provinciale (1945-1951)
- Aldo Palmas

### Presidenti della Provincia

#### Eletti dal Consiglio provinciale (1951-1995)
| Presidente        | Inizio         | Fine           | Partito                     | Note  |
| ----------------- | -------------- | -------------- | --------------------------- | ----- |
| Alberto Palmas    | 1975           | 1982           | Partito Comunista Italiano  |       |
| Giuseppe Putzolu  | 1982           | 1985           | Partito Comunista Italiano  |       |
| Federico Baroschi | 1985           | 1988           | Partito Socialista Italiano |       |
| Walter Piludu     | 1988           | 8 agosto 1990  | Partito Comunista Italiano  | [ 1 ] |
| Francesco Floris  | 8 agosto 1990  | 16 marzo 1993  | Democrazia Cristiana        | [ 1 ] |
| Eliseo Secci      | 26 marzo 1993  | 7 gennaio 1994 | Democrazia Cristiana        | [ 1 ] |
| Cecilia Contu     | 7 gennaio 1994 | 8 maggio 1995  | Partito Sardo d'Azione      | [ 1 ] |

#### Elezione diretta (1995-2016)
| Nº | Nome           | Nome                                              | Mandato         | Mandato        | Partito                                                    | Coalizione                | Coalizione                                  |
| Nº | Nome           | Nome                                              | Inizio          | Fine           | Partito                                                    | Coalizione                | Coalizione                                  |
| -- | -------------- | ------------------------------------------------- | --------------- | -------------- | ---------------------------------------------------------- | ------------------------- | ------------------------------------------- |
| 1  |                | Nicola Scano                                      | 8 maggio 1995   | 1º maggio 2000 | Partito Democratico della Sinistra Democratici di Sinistra |                           | L'Ulivo (PDS-PPI-PSd'Az-PdD)                |
| 2  |                | Sandro Balletto                                   | 1º maggio 2000  | 10 maggio 2005 | Forza Italia                                               |                           | Casa delle Libertà (FI-AN-UdC)              |
| 3  |                | Graziano Milia                                    | 10 maggio 2005  | 15 giugno 2010 | Democratici di Sinistra Partito Democratico                |                           | L'Unione (DS-PRC-PSd'Az-PdCI SDI-UDEUR-IdV) |
| 3  | 15 giugno 2010 | Graziano Milia                                    | 13 gennaio 2012 |                | Democratici di Sinistra Partito Democratico                | PD-FdS-SEL-Verdi-Civiche  |                                             |
| –  |                | Angela Quaquero (Vicepresidente facente funzioni) | 13 gennaio 2012 | 2 luglio 2013  | Partito Democratico                                        | PD-FdS-SEL-Verdi-Civiche  |                                             |
| –  |                | Pietro Cadau                                      | 2 luglio 2013   | 20 aprile 2014 | Commissario straordinario                                  | Commissario straordinario | Commissario straordinario                   |
| –  |                | Franco Sardi                                      | 20 aprile 2014  | 3 aprile 2016  | Commissario straordinario                                  | Commissario straordinario | Commissario straordinario                   |